# 2003 a sportban
2003 legfontosabb sporteseményei a következők voltak:

## Események
- május 5. – A Puskás Ferenc Stadionban rendezett magyar labdarúgókupa-döntőn az FTC 3–1-re győzi le a Budapesti Honvédot.
- május 21. – Az UEFA-kupa döntőjében az FC Porto hosszabbításban 3–2-es győzelmet arat a skót Celtic FC fölött.
- május 28. – Az AC Milan nyeri a Manchesterben rendezett Bajnokok Ligája-döntőt, miután 0–0-s döntetlent és hosszabbítást követően büntetőkkel 3–2-re múlja felül a Juventust.
- május 30. – Az MTK Hungária FC végez az NB I élén. Az MTK az utolsó fordulóban idegenben győzi le az Újpestet, míg az addig vezető Ferencváros saját pályáján csak döntetlent ér el a DVSC ellen. A mérkőzés lefújását követően a Fradi szurkolóinak egy csoportja betört a pályára és megtámadta a menekülő játékosokat.
- június 6–15. – Szlovéniában, Kranjban rendezték a 26. férfi vízilabda-Európa-bajnokságot, amelyen a magyar válogatott bronzérmes lett, miután a bronzmérkőzésen 12-6-ra győzött Oroszország ellen. Az aranyérmet Szerbia és Montenegró csapata nyerte, akik a döntőben hosszabbításban győztek Horvátország pólósai ellen. Ezzel egyidőben Ljubljanában rendezték a női Európa-bajnokságot, a magyar válogatott ezüstérmes lett. (A döntőben 6–5 arányban maradt alul Olaszország válogatottjával szemben.)
- július 6. – Roger Federer megnyeri élete első Grand Slam-címét Wimbledonban. (Döntő: Mark Philippoussis ellen, 7–6(5), 6–2, 7–6(3).)
- július 6–13. – Bangkokban rendezték meg a 12. amatőr ökölvívó-világbajnokságot.
- július 12–27. – A spanyolországi Barcelonában kerül megrendezésre a FINA 10. vizes világbajnoksága.
- július 20.
  - A kínai Vu Min-hszia, Kuo Csing-csing páros győz női 3 méteres szinkronugrásban a barcelonai vizes sportok világbajnokságán, megelőzve a orosz Júlija Pahalina, Vera Iljina és a mexikói Paola Espinosa, Laura Sánchez kettőst.[1]
  - Risztov Éva 400 m gyorsúszásban 4:07.24 perces idővel ezüstérmet szerez a vizes sportok barcelonai világbajnokságán; első helyen a német Hannah Stockbauer végez, míg a harmadik helyet az amerikai Diana Munz szerzi meg.[2]
- október 24–26. – A debreceni Főnix Csarnokban rendezik meg a 3. FIG aerobik-Európa-bajnokságot.[3]
- december 11–14. – Dublinban rendezik a rövid pályás úszó-Európa-bajnokságot.

## Születések
- január 2. – Elye Wahi, francia labdarúgó
- január 3.
  - Daniel Oyegoke, U19-es Európa-bajnok angol labdarúgó
  - Alan Virginius, francia labdarúgó
- január 4. – Nathan Butler-Oyedeji, angol labdarúgó
- január 5. – Szymon Włodarczyk, lengyel korosztályos válogatott labdarúgó
- január 9. – Ricardo Pepi, CONCACAF Nemzetek ligája-győztes amerikai válogatott labdarúgó
- január 14. – Eemeli Saari, finn jégkorongozó
- január 16. – Jason Ngouabi, francia labdarúgó
- január 17. – Fryderyk Gerbowski, lengyel korosztályos válogatott labdarúgó
- január 18. – Federico Redondo Solari, argentin labdarúgó
- január 19. – Ilaix Moriba, spanyol-guineai-libériai származású guineai válogatott labdarúgó
- január 20. – Evan Nause, kanadai jégkoronozó
- január 26. – Anton Olsson, U18-as és U20-as világbajnoki bronzérmes svéd jégkorongozó
- január 28. – Samuel Edozie, angol labdarúgó
- január 29.
  - Mateusz Łęgowski, lengyel válogatott labdarúgó
  - Gretchen Walsh, olimpiai ezüstérmes, junior és felnőtt világbajnok amerikai úszó
- január 30. – Mason McTavish, U18-as világbajnok kanadai jégkorongozó
- február 3. – Emanuel Emegha, holland labdarúgó
- február 5. – Simon Edvinsson, svéd jégkorongozó
- február 7. – Jászapáti Péter, magyar rövidpályás gyorskorcsolyázó, ifjúsági olimpikon
- február 11. – Frederik Heiselberg, dán labdarúgó
- február 13. – Tyler Wolff, amerikai labdarúgó
- február 18. – Kamory Doumbia, mali válogatott labdarúgó
- február 21. – Harry Ford, amerikai baseballjátékos
- február 26. – Levi Colwill, angol labdarúgó
- február 28. – Joelson Fernandes, bissau-guineai születésű portugál korosztályos válogatott labdarúgó
- március 1. – Jimi Suomi, finn jégkorongozó
- március 3. – Rémy Labeau-Lascary, francia labdarúgó
- március 7. – Polina Kosztyukovics, orosz műkorcsolyázó
- március 12. – Antoine Joujou, francia korosztályos válogatott labdarúgó
- március 15. – Isak Rosén, svéd jégkorongozó
- március 16. – Pawel Chrupalla, norvég és lengyel korosztályos válogatott labdarúgó
- március 17. – Youri Baas, holland labdarúgó
- március 18. – Seedy Jatta, norvég labdarúgó
- március 20. – Alex Monis, amerikai labdarúgó
- március 23. – Jacob Greene, amerikai korosztályos válogatott labdarúgó
- március 24. – Andrej Mozaljov, orosz műkorcsolyázó
- március 26. – Jaouen Hadjam, francia korosztályos válogatott labdarúgó
- március 27. – Diego Gómez, paraguayi válogatott labdarúgó
- április 5. – Fjodor Szvecskov U17-es világbajnok és U18-as világbajnoki ezüstérmes orosz jégkorongozó
- április 7. – Daniel Karlsbakk, norvég korosztályos válogatott labdarúgó
- április 9. – Justin Lacombe, francia labdarúgó
- április 10. – Andrew Painter, amerikai baseballjátékos
- április 13.
  - Brian Aguilar, argentin labdarúgó
  - Tom Negrel, francia labdarúgó
- április 17.
  - Bradley Fink, svájci korosztályos válogatott labdarúgó
  - Alexander Robertson, ausztrál válogatott labdarúgó
- április 19. – Jackson Merrill, amerikai baseballjátékos
- április 24. – Filip Marshall, angol labdarúgó
- április 25. – Arnau Martínez, spanyol korosztályos válogatott labdarúgó
- április 27. – Zidane Ikbál, iraki labdarúgó
- április 28. – Daniel Edelman, amerikai labdarúgó
- április 29.
  - Moussa Cisse, francia labdarúgó
  - Miguel Rodríguez, spanyol korosztályos válogatott labdarúgó
- május 2. – Charlie Savage, angol születésű walesi labdarúgó
- május 11. – Junior Mwanga, francia labdarúgó
- május 13. – Javi Guerra, spanyol korosztályos válogatott labdarúgó
- május 14. – Javier Casas, amerikai labdarúgó
- május 15.
  - Zachary L’Heureux, kanadai jégkorongozó
  - Julian Macaraeg, Fülöp-szigeteki születésű amerikai rövidpályás gyorskorcsolyázó, ifjúsági olimpikon
  - Luca Netz, német labdarúgó
- május 16. – Bryan Okoh, svájci labdarúgó
- május 18. – Albian Hajdari, svájci korosztályos válogatott labdarúgó
- május 22. – Emma O’Croinin, világbajnoki bronzérmes kanadai úszó
- május 31. – Benjamin Šeško, szlovén válogatott labdarúgó
- június 3. – Sisu Lehtonen, finn jégkorongozó
- június 4. – Brady House, amerikai baseballjátékos
- június 7. – William Stromgren, svéd jégkorongozó
- június 12. – Elias Jelert, dán korosztályos válogatott labdarúgó
- június 17. – Brian Gutiérrez, amerikai labdarúgó
- június 19. – Frank Mozzicato, amerikai baseballjátékos
- június 24. – Pápai Emőke, magyar női labdarúgó
- június 26.
  - Maurits Kjærgaard, dán labdarúgó
  - Ian Ritchie, amerikai baseballjátékos
- június 29. – Jude Bellingham, Európa-bajnoki ezüstérmes angol válogatott labdarúgó
- július 7. – Jack McGlynn, amerikai labdarúgó
- július 8. – Giovanni Mpetshi Perricard, francia teniszező
- július 9. – Tobias Fjeld Gulliksen, norvég korosztályos válogatott labdarúgó
- július 12. – Victor Lind, dán korosztályos válogatott labdarúgó
- július 13. – Andrei Stănescu román alpesisíző, ifjúsági olimpikon
- július 14. – Seb Revan, angol labdarúgó
- július 16. – Noah Persson, svéd válogatott labdarúgó
- július 19. – Clemens Riedel, német labdarúgó
- július 24. – Ismael Doukoure, francia labdarúgó
- július 29. – Cole Young, amerikai baseballjátékos
- augusztus 1. – Sascha Gueymard Wayenburg, francia teniszező
- augusztus 4. – Henry Bolte, amerikai baseballjátékos
- augusztus 5.
  - Lucas Gourna-Douath, francia korosztályos válogatott labdarúgó
  - Noah Schultz, amerikai baseballjátékos
- augusztus 5. – Lucas Gourna-Douath, francia korosztályos válogatott labdarúgó
- augusztus 6.
  - Lukas Ibertsberger, osztrák labdarúgó
  - Joshua Roy, U20-as világbajnok kanadai jégkorongozó
- augusztus 7. – Felix Lemarechal, francia labdarúgó
- augusztus 10. – Jacob Miller, amerikai baseballjátékos
- augusztus 14. – Tega Ikoba, amerikai labdarúgó
- augusztus 17. – Fredrik Sjøvold, norvég korosztályos válogatott labdarúgó
- augusztus 18. – Petar Ratkov, szerb válogatott labdarúgó
- augusztus 24.
  - Aljona Kosztornaja, orosz műkorcsolyázó
  - Jalen Neal, amerikai válogatott labdarúgó
- augusztus 26.
  - Leo Hjelde, norvég korosztályos válogatott labdarúgó
  - Paxten Aaronson, amerikai válogatott labdarúgó
- szeptember 1. – Jonathan Gómez, mexikói és amerikai válogatott labdarúgó
- szeptember 4. – Ryan Winterton, U18-as világbajnok kanadai jégkorongozó
- szeptember 7. – Dylan Lesko, amerikai baseballjátékos
- szeptember 9. – Luke Hughes, amerikai jégkorongozó
- szeptember 10. – Roko Šimić, horvát korosztályos válogatott labdarúgó
- szeptember 17. – Ljubomir Kalcsev, bolgár rövidpályás gyorskorcsolyázó, ifjúsági olimpikon
- szeptember 23.
  - Ryan Finnigan, angol labdarúgó
  - Owen Murphy, amerikai baseballjátékos
- szeptember 25. – Harvey Godsmark-Ford, angol labdarúgó
- szeptember 28. – Diamond Edwards, angol labdarúgó
- október 1. – Marcelo Flores, mexikói válogatott labdarúgó
- október 2. – Oscar Vilhelmsson, svéd labdarúgó
- október 4. – Samuel Iling-Junior, angol labdarúgó
- október 6. – Yasin Ayari, svéd korosztályos válogatott labdarúgó
- október 8. – Soungoutou Magassa, olimpiai ezüstérmes francia válogatott labdarúgó
- október 14. – Cade Cowell, amerikai válogatott labdarúgó
- október 19. – Joe Hugill, angol labdarúgó
- október 24. – Radek Vitek, cseh labdarúgó
- november 3. – Jett Williams, amerikai baseballjátékos
- november 5. – Wilfried Gnonto, olasz válogatott labdarúgó
- november 6. – Láng Júlia magyar műkorcsolyázó
- november 7. – Kerkez Milos, szerb–magyar kettős állampolgárságú magyar válogatott labdarúgó
- november 15. – Cristian Volpato, ausztrál születésű olasz labdarúgó
- november 22. – Nico Lawrence, angol labdarúgó
- november 26. – Mihályvári-Farkas Viktória, világbajnoki ezüstérmes magyar úszó, olimpikon
- november 28.
  - David Jiříček, világbajnoki bronzérmes cseh válogatott jégkorongozó
  - Druw Jones, amerikai baseballjátékos
- december 1. – Filipe de Carvalho, svájci korosztályos válogatott labdarúgó
- december 4. – Jackson Holliday, amerikai baseballjátékos
- december 7. – Sal Stewart, amerikai baseballjátékos
- december 15. – Jhon Durán, kolumbiai válogatott labdarúgó
- december 19. – Robby Snelling, amerikai baseballjátékos

## Halálozások
- január 11. – Bob Maertens, belga válogatott labdarúgó-középpályás, edző (* 1930)
- január 20. – Juhász Gusztáv, magyar származású román válogatott labdarúgó, fedezet (* 1911)
- január 27. – Rotter Emília olimpiai bronzérmes, világbajnok műkorcsolyázó (* 1906)
- február 2. – Gál József világbajnok birkózó (* 1918)
- március 10. – Fritz Spengler, olimpiai bajnok német kézilabdázó, edző (* 1908)
- március 26. – Molnár Dániel, magyar sportriporter
- április 1. – Adrigán Zoltán, magyar bajnok magyar labdarúgó (* 1937)
- április 19. – Kató Daidzsiró, japán motorversenyző (* 1976)
- április 25. – Jaime Silva Gómez, kolumbiai válogatott labdarúgó (* 1935)
- április 30. – Vasile Deheleanu, román válogatott labdarúgó (* 1910)
- május 27. – Stellan Nilsson, olimpiai bajnok svéd válogatott labdarúgó (* 1922)
- június 9. – German Alekszandrovics Szvesnyikov, szovjet színekben olimpiai és világbajnok orosz tőrvívó (* 1937)
- június 13. – Hein ten Hoff, amatőr Európa-bajnok német ökölvívó (* 1919)
- június 17. – Knézy Jenő, magyar sportriporter (* 1944)
- június 19. – Hunyadfi Magda, magyar úszó, olimpikon (* 1937)
- június 27. – Marc-Vivien Foé, kameruni labdarúgó (mérkőzés közben halt meg) (* 1975)
- július 2. – Franklin Farrell, olimpiai ezüstérmes amerikai jégkorongozó, üzletember (* 1908)
- július 8. – Schneider Attila, sakkozó, nemzetközi mester, kétszeres magyar bajnok (* 1955)
- július 17. – Erland Herkenrath, olimpiai bronzérmes és világbajnoki ezüstérmes svájci kézilabdázó (* 1912)
- szeptember 15. – Gazsó János, pánamerikai játékok ezüstérmes magyar származású argentin válogatott kosárlabdázó, olimpikon († 1922)
- október 16. – Papp László, olimpiai és Európa-bajnok magyar ökölvívó (* 1926)